# Jaskier lodnikowy
Jaskier lodnikowy, j. lodownikowy (Beckwithia glacialis (L.) Á.Löve & D.Löve) – gatunek rośliny należący do rodziny jaskrowatych. W wykazie flory Polski opisany  jako Ranunculus glacialis L.. Nazwa pochodzi od łacińskiego słowa glacies oznaczającego lód i nawiązuje do występowania tego gatunku w najwyższych położeniach górskich i o obszarach arktycznych (kojarzonych z lodem).

## Rozmieszczenie geograficzne
Gatunek arktyczny. Rośnie dziko w tundrach Azji (w Magadanie), północnej i wschodniej Europy (na wyspach archipelagu Svalbard, Jan Mayen i w Murmańsku) oraz w północnej Ameryce (Grenlandia i Alaska), a także w Alpach i Tatrach. W Polsce występuje wyłącznie w Tatrach i jest rośliną rzadką.

## Morfologia
PokrójDługość 5-15 cm.
ŁodygaDość gruba, soczysta, wzniesiona lub pokładająca się, naga.
LiścieŻywozielone, błyszczące. Są dłoniasto 3-sieczne, składające się z 3-wrębnych lub 3-dzielnych liści, przy czym wręby mają lancetowaty, tępawy kształt. Liście odziomkowe grube, 3-5-sieczne, liście łodygowe górne siedzące o wąskolancetowatych odcinkach. Blaszka liściowa osiąga 1–4 cm długości oraz 1,5–4,5 cm szerokości. Ogonek liściowy jest nagi i ma 0,5–2 cm długości.
KwiatyNa jednej łodydze tylko 1-3 dużych w stosunku do wielkości rośliny kwiatów o silnie owłosionym z zewnątrz kielichu. Jego działki osiągają 7–12 mm długości. Kwiaty mają białe lub białoróżowe z zewnątrz płatki korony, odwrotnie owalne płatków, o długości 9–15 mm. Liczne słupki i pręciki.
OwocNagie niełupki o długości 2–3 mm. Tworzą owoc zbiorowy – wieloniełupkę o półkulistym kształcie i 7–16 mm długości.
KorzeńDrobne, ale mocne i rozgałęzione korzenie, którymi umacnia ruchome piargi.

## Biologia i ekologia
Bylina. Kwitnie od czerwca do sierpnia. Rośnie w szczelinach skalnych, często na pionowych niemal ścianach, na półkach skalnych, w murawie, na piargach, na osypiskach kamieni. Występuje na wysokości do 4250 m n.p.m. Typowa roślina górska. W Polsce pospolita w Tatrach Wysokich. Występuje od piętra kosówki do piętra turniowego, ale głównie w dwóch najwyższych piętrach roślinności, wyłącznie na granitowym podłożu (roślina kwasolubna). Gatunek charakterystyczny dla rzędu (O.) Androsacetalia alpinae. Roślina trująca. Jak wszystkie jaskry zawiera trującą ranunkulinę. 

## Zmienność
W obrębie tego gatunku oprócz podgatunku nominatywnego wyróżniono jeden podgatunek:
- Beckwithia glacialis subsp. chamissonis (Schltdl.) Á.Löve & D.Löve

## Galeria zdjęć

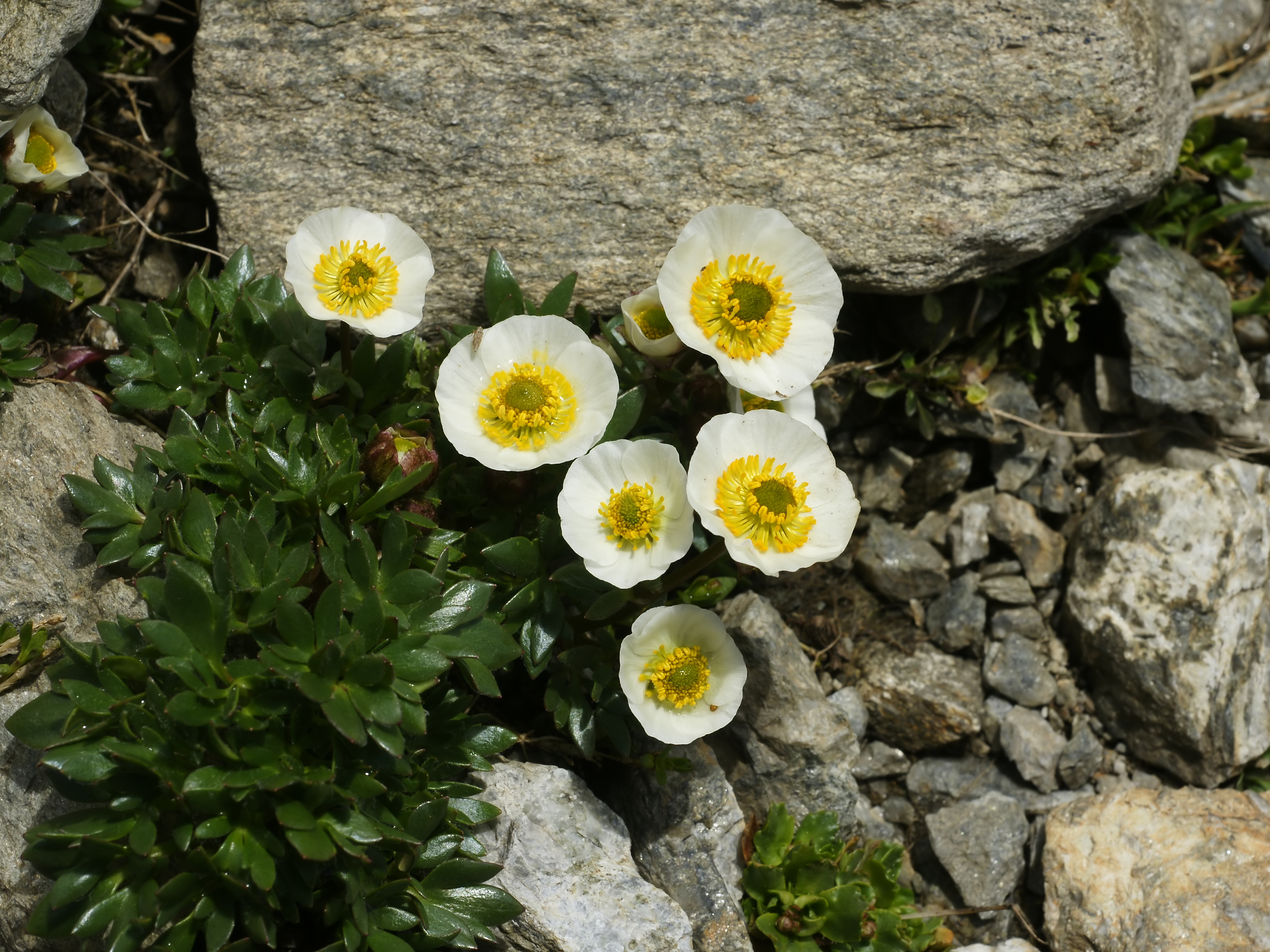
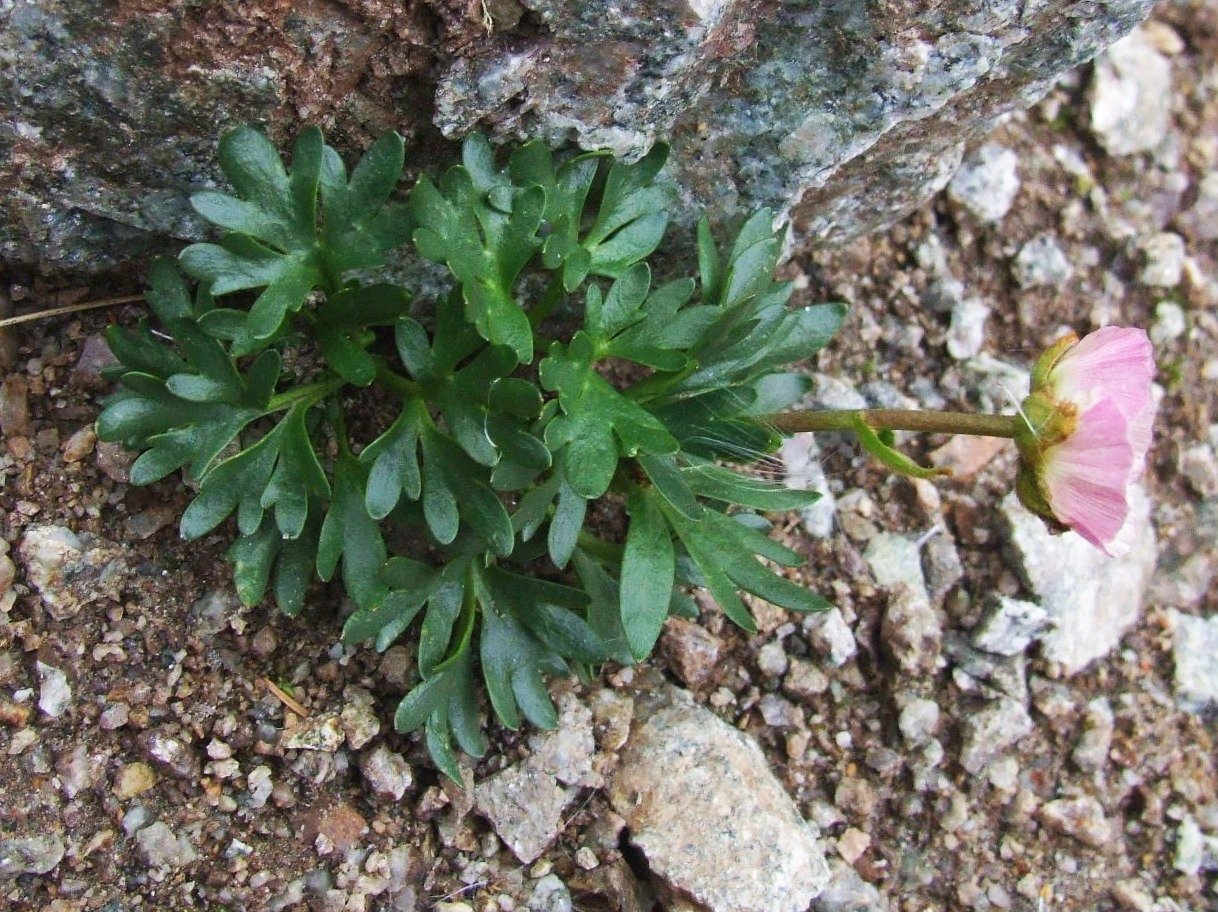
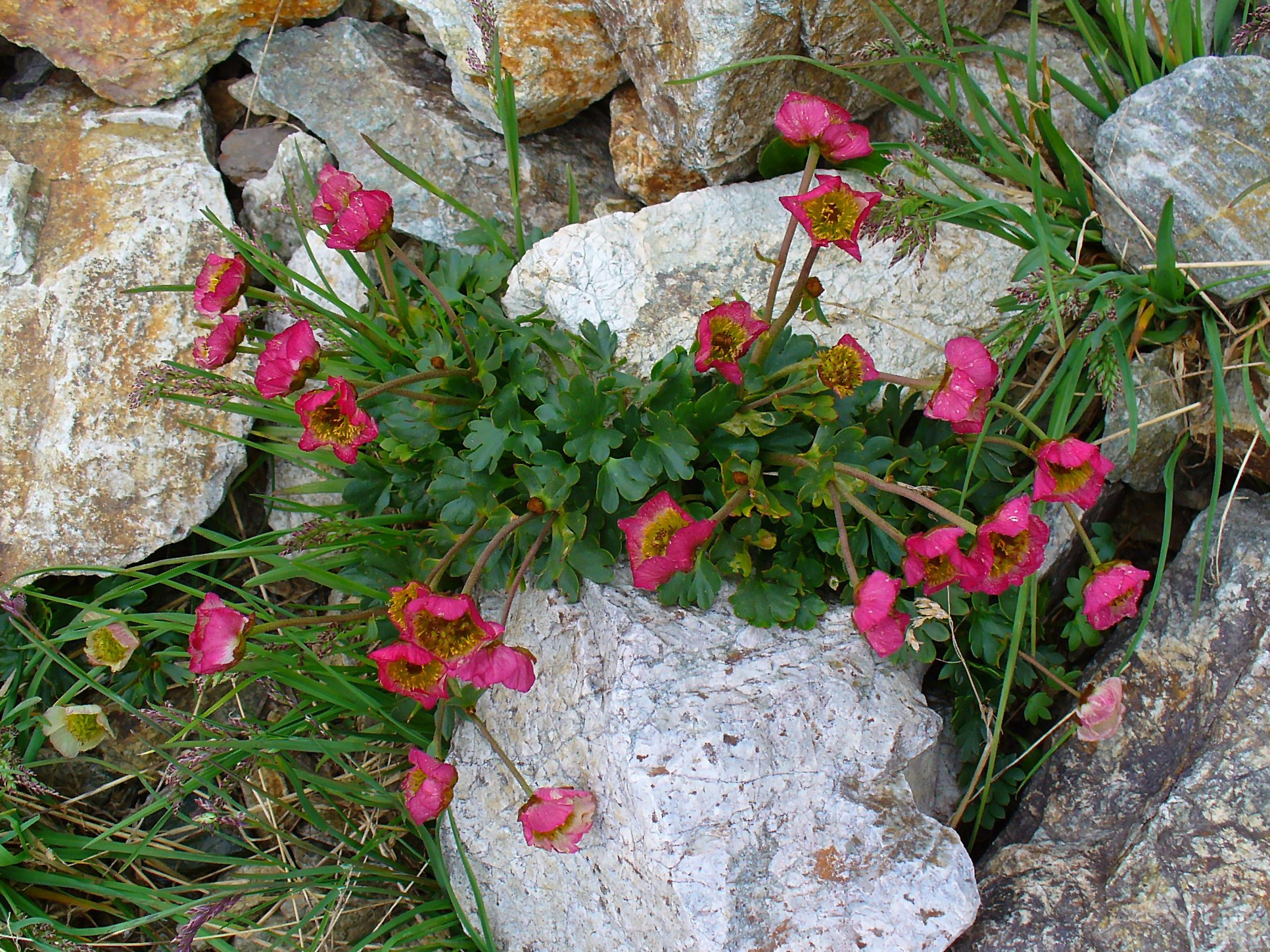
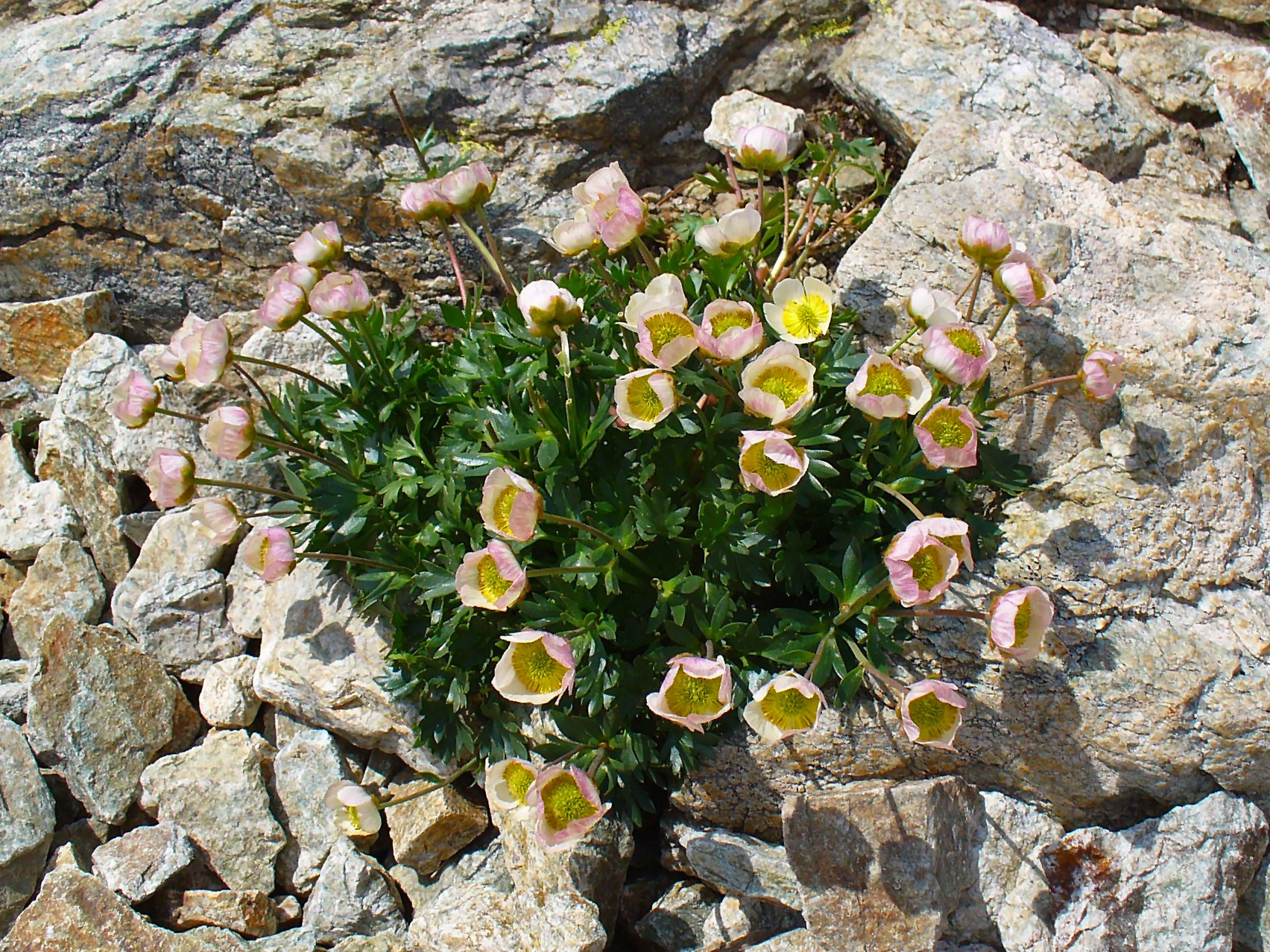